# Contea di Qimen
La contea di Qimen (祁门县S, Qímén XiànP) è una contea della Cina, situata nella provincia dell'Anhui.